# Jimmy Maurer
Pour les articles homonymes, voir Maurer.
Jimmy Maurer, né le 14 octobre 1988 à Lawrenceville, en Géorgie, est un joueur américain de soccer. Il joue au poste de gardien de but.

## Biographie

### Jeunesse et formation
Jimmy Maurer rejoint l'Université de Caroline du Sud en 2007 où il évolue avec les Gamecocks. Au cours de son parcours universitaire, il joue en PDL avec les Silverbacks U23 d'Atlanta au cours de l'été 2008, puis avec le Fire Premier de Chicago durant la saison estivale 2009 et les Blackhawks d'Atlanta l'été suivant.

### Débuts professionnels
Lors du repêchage Supplémentaire de 2011, il est repêché par les Red Bulls de New York mais ne signe pas avec le club au terme de la pré-saison,. Néanmoins, la franchise de Major League Soccer lui offre un contrat d'un match lorsque l'équipe se retrouve en manque de gardien. Par la suite, il rejoint les Silverbacks d'Atlanta en NASL. Il joue son premier match en professionnel lors d'une rencontre de NASL le 9 avril 2011, face au NSC Minnesota. Après seulement une saison, il s'engage en faveur de l'Universidad de Concepción, en première division chilienne.

### Succès au Cosmos de New York
Pour la saison 2013, il est recruté par le Cosmos de New York et fait ainsi son retour en NASL. Avec le club, il remporte à trois reprises le championnat, en 2013, 2015 et 2016. Avant le début de la saison 2017, il signe un nouveau contrat avec le Cosmos. 

### Passage en MLS
Fort de ces succès, il rejoint le FC Dallas, en Major League Soccer, d'abord pour un prêt d'un match au cours de la saison 2017, avant d'y signer définitivement en décembre 2017. Le 16 juillet 2021, il signe un nouveau contrat jusqu'en 2023 avec une année en option en faveur des Toros.

## Palmarès
Avec le Cosmos de New York il remporte trois fois la North American Soccer League, en 2013, 2015 et 2016. Il figure dans l'équipe-type de la North American Soccer League en 2014. Il est nommé joueur du mois d'avril 2015 de la NASL, au cours duquel il réalise trois blanchissages.